# ساکمار-نازارگولوو
ساکمار-نازارگولوو (انگلیسی: Sakmar-Nazargulovo) یک شهرک در شهرستان خایبولینسکی استان باشقیرستان کشور روسیه است.